# Victot-Pontfol
Victot-Pontfol är en kommun i departementet Calvados i regionen Normandie i norra Frankrike. Kommunen ligger i kantonen Cambremer som ligger i arrondissementet Lisieux. År 2022 hade Victot-Pontfol 80 invånare.

## Befolkningsutveckling
Antalet invånare i kommunen Victot-Pontfol
Referens:INSEE